# Sri Lankaanse Vrijheidspartij
De Sri Lankaanse Vrijheidspartij (Sri Lanka Freedom Party of SLFP) is een van de twee dominerende partijen van Sri Lanka. Zij werd in 1951 opgericht door Solomon Bandaranaike, die in 1959 het leven liet door een moordaanslag. De ideologie van de partij is gematigd links en progressief. De hedendaagse voorzitter is de oud-president van Sri Lanka, Mahinda Rajapaksa. Haar standpunt is een reformistisch socialisme via de parlementaire weg in Sri Lanka. De grootste rivaal is de Verenigde Nationale Partij, die een rechts-conservatieve koers volgt. In dat opzicht zijn de SLVP en de VNP te vergelijken met de Republikeinse Partij (rechts) en de Democratische Partij (links) in de Verenigde Staten.
De Sri Lankaanse Vrijheidspartij heeft als progressief-linkse partij veel te stellen gekregen met kritiek. Haar werd vaak verweten dat ze de economie van Sri Lanka eind jaren zeventig heeft verwaarloosd, waardoor een groeiende werkloosheid kwamen en een inflatie. Ook voedseltekort heerste over Sri Lanka. Ze was tevens voorstander van een ceremonieel presidentschap, maar ook voorstander van een sterke overheid die zich overal mee bemoeide. De SLFP had zich bijzonder impopulair gemaakt dat ze geen kans meer had tegen de Verenigde Nationale Partij, UNP, bij de verkiezingen van 1978. De daaropvolgende periode van regeren van de UNP noemde de SLFP de "constitutionele dictatuur". In 1994 won de SFLP weer de verkiezingen. Ze had een nieuwe charismatische leider, Chandrika Kumaratunga-Bandaranaike, dochter van S.W.R.D. Bandaranaike. Zij beloofde een einde te maken aan het geweld van de LTTE die met zware aanslagen hun Tamil-Eelam, een onafhankelijke staat op het eiland, hadden geëist. Chandrika beloofde ook het presidentschap terug in zijn ceremoniële vorm te brengen, maar deed dat niet.